# Двуреченский сельсовет (Красноярский край)
Двуреченский сельсовет — сельское поселение в Рыбинском районе Красноярского края.
Административный центр — село Двуречное.
В 1989 году из Двуреченского сельсовета был выделен Красногорьевский сельсовет.

## История
Статус и границы сельского поселения установлены Законом Красноярского края от 18 февраля 2005 года № 13-3019 «Об установлении границ и наделении соответствующим статусом муниципального образования Рыбинский район и находящихся в его границах иных муниципальных образований»

## Население
| 2010 | 2012  | 2013  | 2014 | 2015 | 2016 | 2017 |
| ---- | ----- | ----- | ---- | ---- | ---- | ---- |
| 1021 | ↘1012 | ↗1018 | ↘991 | ↘980 | ↘960 | ↘946 |

## Состав сельского поселения
В состав сельского поселения входят 4 населённых пункта:
| № | Населённый пункт | Тип населённого пункта       | Население |
| - | ---------------- | ---------------------------- | --------- |
| 1 | Двуречное        | село, административный центр | 715       |
| 2 | Снегиревка       | деревня                      | 186       |
| 3 | Соловьевка       | деревня                      | 34        |
| 4 | Чуриново         | деревня                      | 86        |

## Местное самоуправление
Двуреченский сельский Совет депутатов
Срок полномочий: 5 лет. Количество депутатов: 10
Глава муниципального образования
- Дыбов Сергей Андреевич. Дата избрания: 14.03.2010. Срок полномочий: 5 лет